# ザ・シムズ2
『ザ・シムズ2』 (The Sims 2) は、MAXIS社のウィル・ライトによってデザインされたエレクトロニック・アーツ社のパソコン用ゲーム。シム（ゲーム内に登場する人間たちの総称）たちの一生をシミュレートするゲームで、『シムピープル』(The Sims)の続編。ゲームジャンルではシミュレーションに分類されることが多い。

## 概要
発売日は2004年9月16日、続編として製作され前作から25年後の世界という設定で作られている。前作との主な相違点はフル3DCG化やシムが成長し寿命をもつようになったこと、さらに親子間で遺伝の要素を取り入れたこと、経験に基づく「望み」や「恐れ」を持つようになりキャラクターの個性をより具体的に表現していることである。その後のデータセット（アドオン）では、さらに「カリスマ」や「相性」など更に細やかな人間性をシミュレートされるようになっている。およそ半年毎に開発・発売が続けられていたデータセットのシリーズも2008年9月25日発売の8本目を最後に終了し、次回作『ザ・シムズ3』へと移行された。

## シリーズ

### 日本語版
※日本語版として発売された作品
- ザ・シムズ2（The Sims 2）（2004年）
- ザ・シムズ2 キャンパスライフ! データセット（The Sims 2: University）（2005年）
- ザ・シムズ2 ホットナイト! データセット（The Sims 2: Nightlife）（2005年）
- ザ・シムズ2 ザ・シムズ2プラス（The Sims 2: Holiday Edition）（2006年）
- ザ・シムズ2 ハッピーショップライフ! データセット（The Sims 2: Open for Business）（2006年）
- ザ・シムズ2 ファミリーパック（The Sims 2: Family Fun Stuff Pack）（2006年）
- ザ・シムズ2 ゴージャスパック（The Sims 2: Glamour Life Stuff Pack）（2006年）
- ザ・シムズ2 ペットライフ！ データセット（The Sims 2: Pets）（2006年）
- ザ・シムズ2 ウインターパック（The Sims 2: Happy Holiday Stuff）（2006年）
- ザ・シムズ2 シーズンズ！データセット（The Sims 2: Seasons）（2007年）
- ザ・シムズ2 ホームパーティーパック（The Sims 2: Celebration! Stuff Pack）（2007年）
- ザ・シムズ2 H&Mファッションパック（The Sims 2: H&M Fasion Stuff Pack）（2007年）
- ザ・シムズ2 トラベラーズ！データセット（The Sims 2: Bon Voyage）（2007年）
- ザ・シムズ2 ティーンエイジャーパック（The Sims 2: Teen Style Stuff Pack）（2007年）
- ザ・シムズ2 フリータイム！データセット（The Sims 2: FreeTime）（2008年）
- ザ・シムズ2 キッチン&バス インテリアデザインパック（The Sims 2: Kitchen & Bath Interior Design Stuff Pack）（2008年）
- ザ・シムズ2 ダブルデラックス（The Sims 2: Double Deluxe）（2008年） ※本体+ホットナイト+ホームパーティーパック
- ザ・シムズ2 IKEAホームパック（The Sims 2: IKEA Home stuff）（2008年）
- ザ・シムズ2 アパートライフ！データセット（The Sims 2: Apartment Life）（2008年）
- ザ・シムズ2 マンション＆ガーデンパック（The Sims 2: Mansion & Garden Stuff）（2008年）

### 米国版
※主にアメリカで発売された特別パッケージ版
- The Sims 2: Happy Holiday Pack (2005年)　※Holiday Edition相当への追加パック
- The Sims 2: Holiday Edition (2006年)　※The Sims 2にHappy Holiday Stuffをバンドルした物
- The Sims 2: Happy Holiday Mini Pack (2006年)　※Happy Holiday Stuffから差分を抽出したパック
- The Sims 2: Deluxe (2007年)

## 前シリーズとの違い

### 時間と環境によるシムの変化
シムは幼児期から青年期を経て成人し、老いて死を迎えるまでの過程が再現され「寿命」という限られた時間の中で人生をプレイすることになった。また、シムは出来事を思い出として記憶するようになったので、過去の遍歴が簡易表示で確認できるほか、出来事が後の行動に影響を与えるようになっている。さらに日々の行動も影響を与え、怠惰な生活を送ると肥満体型に変わったり少年期にはニキビを作ったりもする。データセットの追加によって、日焼けによる火脹れ、体温による肌の血色の変化も表現されている。

### 望みと恐れ
前作から引き継いだ時々刻々と変化するシムの現在の体調を表す「欲求」というシステムに加え、生活の中の出来事を「望み」と「恐れ」に分けてシムの個性を表現するようになった。シムが望んでいることが実行されると幸福の度合いや不幸の度合いが「願望メーター」の増減で表現されるようになる。この「望み」と「恐れ」には些細なものから難解なものまで種々雑多に存在しており、それぞれの望みには「願望ポイント」が設定されている。

望んだ出来事を多く体験することでポイントは加算され不幸に見舞われるほど減るが、シムの性格によって「望み」と「恐れ」に違いがあるのでシムの個性に合わせたプレイが楽しめる。プレイヤーはポイントを利用することで特別なアイテムを入手し、神の立場から生活をサポートすることができるようになっているが、あえて不幸な状況にすることもできる。

### 願望
願望は「願望メーター」によって幸福の度合いが示されるシムの根本的な嗜好を表したもので、この願望によって「望み」や「恐れ」の内容が影響を受け、基本的に生涯変わらない。「願望」には全部で8種類あり、シムが十代に成長する時にそのうちの6種類から選択することができる。
- 家族願望…大家族との幸せな家庭生活を望む。幅広い交友関係を望むようになる。
- ロマンス願望…様々なシムとの恋愛関係を望み、孤独な関係を避けようとする。
- 知識願望…世界のあらゆる物事やスキルについて学ぶことを望む。
- 財産願望…お金や高価なもの、また出世を望む。
- 名声願望…様々なシムとの交流を望み、パーティなどを好む。
- 楽しさ願望…怠惰で愉快な生活を望み、ストレスを避けようとする。
- 成長願望…子供はこの願望で固定される、良い成績、成長を望む。
- グリルドチーズ願望…ある条件の下で変化する。常に「焼いたチーズサンド」に関する行動を望む。

### 遺伝
シムは顔立ちや性格などの固有の遺伝情報を持つようになり、シムの子供は両親から髪の色、目の色、肌の色、顔の骨格、性格などを無作為に受け継ぐようになり、自身も両親にもない特徴を部分的に持ち、固有の遺伝情報を生成するようになった。また、従兄弟や叔父叔母などの関係も識別するようになったので基本的に親族結婚はできないようになっている。

### スキル
前作に加えて「掃除」スキルが登場。料理スキルも上昇するに従いレベルに応じた料理が作れるようになった。またデータセットを追加することでスキルアップするための行動が「趣味」として扱われるようになる。

### 仕事と学校
子供や10代のシムが通う学校は週末の土曜と日曜が定休日になった。子供は私立の学校に編入することができ、私立の学校長を家に招待して許可を貰うことで可能になる。また私立学校に通うようになった生徒は登校時に制服を着用するようになる。

就職した場合、職種に応じて定休日があり勤務日数に応じて有給休暇を貰えるようになった。ある程度出世すると「キャリアの報酬(アイテム)」が貰えるようになりスキルアップを助けるものや臨時収入を得られるものなどが追加された。

また職に就いていると時々「チャンスカード」がダイアログボックスで表示される。チャンスカードは仕事上発生したトラブルをテーマに2択か選択拒否で回答する。幸運な回答を選んだ場合はボーナスをもらえたり昇進したりする場合があるが、不幸な回答を選んだ場合は所持金を失ったり降格や解雇されたりする場合がある。チャンスカードの選択問題に「正解」はなく選択の結果は毎回ランダムで決まるが、選択拒否を選ぶことでチャンスカードそのものを無視することもできる。

### 特殊なシム
条件を満たすことでシムが特殊な形態に変化したり特殊なシムを誕生させることが出来る。ユーザーによるカスタマイズではなくゲーム内のシステムで発生する点が前作とは大きく異なっている。
スターチャイルド
成人の「男性」シムが宇宙人にさらわれると、このシムが誕生することがある。外見に宇宙人の影響を受ける場合が殆どで、緑色の皮膚や白目のない眼球などが遺伝することがある。外見が特徴的であるだけで一般のシムと同様の生活できる。
ゾンビ
「キャンパスライフ！データセット」が必要。復活の呼び鈴でシムを蘇生させる際、死神への献金を出し渋るとゾンビとして復活する。「フリータイム！データセット」では更に出現条件が追加された。おどろおどろしい外見・動きになり子供が産めず死ぬことも出来なくなる。
ヴァンパイア
「ホットナイト！データセット」が必要。ダウンタウン地区に現れるヴァンパイアに噛まれて変異する。コウモリに変身して素早く移動したり他のシムを噛んでヴァンパイアにすることが出来る。不死身だが日光に当たるとあらゆる欲求メーターが低下し絶命することもある。その為に日没までは専用のベッドで眠る必要があり昼間の活動はできない。
サーボロボット
「ハッピーショップライフ！データセット」が必要。一般のシムが作成するロボット。欲求は電力（体力）・楽しさ・社交・環境だけで昼間に日光で充電することにより電力は回復する。意図的にシャットダウンしない限りは不死身だが、水を浴びると故障してしまう。同居しているシムの空腹ゲージが下がるとキッチンで食事を供給する機能を持つ。
狼人間
「ペットライフ！データセット」が必要。家の前に稀に現れる狼のボスと仲良くなると噛まれることがあり、変異出来る。昼間は普通のシムと同じだが、夜8時になると狼人間に変身し、体力が全回復する代わりに空腹の減りが激しくなる。
植物シム
「シーズンズ！データセット」が必要。植物に農薬を使用しすぎると変異する。欲求が日光・水分・愛情のみとなり植物と会話することが可能になる。さらに、欲求を回復する特殊能力を持ち単体での生殖活動し、生まれた子供は幼児から成人へと急成長するのも特徴である。
ビッグフット
「トラベラーズ！データセット」にてNPCとして登場。プレイヤーシムとすることは可能である。恋愛や結婚といった異性間でのコミュニケーションが取れず子孫が残せない。区画外から家具等を拾ってくる奇癖があり猫を苦手としている。
魔女/魔法使い
「アパートライフ！データセット」が必要。公共区画にまれに出現する魔女と仲良くなることで、魔法を伝授してもらうことが出来る。魔術書で勉強することで魔法のスキルを上げることが可能と成り、スキルが上がれば様々な呪文を使えるようになる。呪文には「普通の呪文」「良い呪文」「悪い呪文」の3つの属性が存在する。また、魔法のホウキを使って他の区画へ移動することも出来るようになる。

## データセット
ゲームのシステムを改良し世界観やプレイスタイルを拡張させるソフトウェア。

世界中のユーザーから意見を広く集め、それを反映する形で開発する独特な手法を取るのがザ・シムズ2の特徴。

### 作品解説

#### キャンパスライフ！データセット
十代から成人に成長する前に「ヤングアダルト」という新世代を導入し、大学生活を楽しめるよう改変が加えられるデータセット。「寮生活」「グリークハウス」などの共同生活のシステムを導入したことで家族以外の生活コミュニティーを再現している。大学に入学することでスキルアップするための時間を在学期間という形で延長することで、充実した人生を目指すことができ、卒業後は大学卒業生だけが就職できる職業も追加されている。

#### ホットナイト！データセット
交友関係を充実させる機能を拡張できるデータセット。「マッチメーカー」を利用することで不特定多数のシムの中から相性のいいデート相手を斡旋してもらうシステム、友達・親友同士でグループ行動できるシステムを追加することができる。また、「相性」という概念が取り入れられたことで、交友関係が複雑に多様化するようになった。外出には「自家用車」が利用できるようになっており、目的地まで1回の画面切り替えだけで移動をスムーズにしている。

#### ハッピーショップライフ！データセット
自身の店舗を持つことを可能にするデータセットで、商売を経験できる。インベントリーシステムが導入され複数の「所持品」を携帯できるようになり、商品在庫を所持するようにしている。ロボットやおもちゃを自身で製造できるオブジェクトが追加され、それに対応して「才能バッジ」のシステムが追加されたことで従来のスキルとは別の才能を持つことになる。洋服店・理髪店も経営できるようになったので、来店したシムの外見を変更することが可能になっている。

#### ペットライフ！データセット
犬や猫をペットとして飼育できるデータセット。犬や猫に関してはシム同様に世代が変わり遺伝情報を受け継いで繁殖するようになっており、専用の職業に就いて生計を支えることすらできるようになっている。また、シム同様に「気分」のシステムや性格を持ち合わせ、「躾け」の仕方で行動に変化をもたらすものになっている。犬や猫のほかに「オウム」「ウォムラット」も飼育できる。

#### シーズンズ！データセット
季節の概念を四季に分けて追加導入することができるデータセット。季節ごとに天候の変化が起き、農作業や釣りも可能になり四季の彩りが表現されるようになった。シムには「体温」の概念が追加されたことで「暑さ」「寒さ」を感じるようになり、凍結したり熱中症になることもある。オブジェクトの機能、プールの建築、概観表示などに大幅に手が加えられプレイスタイルが多様化している。

#### トラベラーズ！データセット
旅行を楽しむためのデータとシステムが大幅に追加されたデータセット。南国、極東アジア、森林をテーマに３箇所の移動先が追加され、任意の一定期間を過ごすことで旅行が体験できるようになっている。ローカルな「挨拶」「ダンス」を習得できたり、土産物の購入や宝探しといった体験ができるほか、別荘を購入するシステムも追加された。「旅の思い出」を蓄積できるシステムの導入でイベント活動もプレイできる。

#### フリータイム！データセット
シムの趣味と趣味に関するシステムが追加できるデータセット。自動車修理や料理、絵画や彫刻などの創作活動からスポーツまでを趣味として満喫できるようになり、コンテストのような趣味の評価システムも追加された。「永遠の親友」という人間関係の維持を強いられる手間を省けるシステムが導入され、「友達と共に年齢を重ねる」システムによってプレイしたキャラクターだけが老いることを回避することが可能になった。また、願望メーターと連動した「人生の願望メーター」が追加され、これを貯めることによって欲求を減少しにくくさせるなどのボーナスが得られるようになった。

#### アパートライフ！データセット
アパートにて他のシムとの共同生活が楽しめるようになるデータセット。アパートでは近所との付き合いが重要となり、隣人の騒音に悩まされることもある。また、NPCを1人ルームメイトとして共に生活することも出来る。「魔法」の概念が追加され、条件を満たせば色々な便利な呪文を使えるようになった。さらに、シムには「評判」のパラメータが追加され、このパラメータを上げることによって様々なメリットが得られるようになった。これまで設置できなかった家の「天井」を設置できるようになり、壁にかける装飾品の高さを変更できるなど、建築面にも大幅な変更が加えられた。また、書籍から学ぶ知識に「火災安全」など5項目が新しく追加され、それを習得して生活をより充実させることが可能となった。

### データセットの比較表
| タイトル                              | 追加された主なシステム                                  | 追加された近所                           | シムの変異体   | その他                                                  |
| ------------------------------------- | ------------------------------------------------------- | ---------------------------------------- | -------------- | ------------------------------------------------------- |
| キャンパスライフ！ データセット       | 生涯願望・恐れ カリスマメーター 秘密結社用特別区画      | 大学地区                                 | ゾンビ         | 大学卒業生専用キャリアの追加                            |
| ホットナイト！ データセット           | デート・つきあい・グループ 自家用車の導入               | ダウンタウン地区                         | ヴァンパイア   | マッチメーカー、従業員などの ダウンタウン用NPCの追加    |
| ハッピーショップライフ！ データセット | 店舗経営・才能バッジ 公共地区購入・ロボット製造         | ショッピング地区                         | サーボロボット | プレイ中のNPCの着替えと 髪型・メイクの変更              |
| ペットライフ！ データセット           | 犬・猫・鳥等のペットを導入 ギフトコード、ペットショップ | -                                        | オオカミ人間   | ペット専用キャリアの追加                                |
| シーズンズ！ データセット             | 季節の変化を導入 農作業・釣りシステム導入               | 住宅地区： リバーブロッサム・ヒルズ      | 植物シム       | 料理の追加、キャリアの追加 ガーデニングクラブの導入     |
| トラベラーズ！ データセット           | 旅行・思い出のシステム 建築モードに「海岸」を導入       | バカンス地区                             | ビッグフット   | 軽食店・宝探し・写真撮影 旅行先のNPCを追加              |
| フリータイム！ データセット           | 趣味に対する情熱システム 人生の願望ボーナス             | 住宅地区： デシドラータバレー 趣味の区画 | ランプの魔人   | 魔法のランプ                                            |
| アパートライフ！ データセット         | アパートでの生活・魔法 評判システム・社交グループ       | 住宅地区：ベラドナコーブ                 | 魔女・魔法使い | 書籍の知識の追加、天井表示、 壁掛けアイテムの高さの設定 |

### 追加パック
販売元のエレクトロニック・アーツ社の説明によると、データセット開発期間中の「繋ぎ」としてリリースされるソフトウェア。内容は「家具」「服」「壁紙」「床材」などゲーム中に使用されるアイテムをまとめたもので、システム面での追加はない。
ファミリーパック
子供向けを中心とした家具や衣服などの追加ファイルセット。
ゴージャスパック
美術・工芸品など、華やかな生活を彩るアイテムが中心の追加ファイルセット。
ウインターパック
ハロウィンやクリスマス、新年を祝う年末年始向けの追加ファイルセット。
ホームパーティーパック
結婚式、バースデーパーティーなどパーティーを演出する家具や衣装の追加ファイルセット。
H&Mファッションパック
トレンドアイテムや衣装、試着室などの追加ファイルセット。
ティーンエイジャーパック
十代向けのファッションをベースにデザインされた追加ファイルセット。
キッチン&バス インテリアデザインパック
家族向けのキッチンやバスの小物類や電気製品、衣服などの追加ファイルセット。
IKEAホームパック
ソファやテレビ台、コーヒーテーブルやミラーなど自宅用インテリアの追加ファイルセット。
マンション＆ガーデンパック
鉢植えなどの園芸品や宮殿風の窓や階段などの豪邸向きの追加ファイルセット。屋根の角度を調整したりもできるようになった。なお、このパックは「パック」という名前ではあるが、内部的には「データセット」の扱いである（起動ディスクとして使用する）。

## 日本に紹介された文化
このゲームはアメリカで開発されているため、様々な文化を日本に紹介する役目も果たした。もちろんゲームのために脚色されている部分も多い。家の中でも靴を脱がない、賞賛も悪態も惜しまないなど、よく知られたものもあるが、以下のように様々な違いが見られる。
食事
家庭料理としてポークチョップやリブ(スペアリブ)、七面鳥などが登場。チリコンカルネやグリルドチーズサンドといった耳慣れないものもユーザーの話題となった。
商売
ハッピーショップ！データセットで追加された「レモネードスタンド」では子供が商売をする。欧米では「お金は労働によって得られる対価」という教育理念からザ・シムズ2の世界でも登場したと考えられる。
娯楽
枕は投げるのではなく枕たたきを行う。基本的に1対1ですることが多く、ゲーム内では常に1対1。ダンス好きなシムは多いが、これはアメリカ人にも当てはまる。
入浴
入浴は入る度に毎回お湯を張る。風呂を出る時にお湯を抜いて軽く流しておくのがエチケットである。日本のように、掛け湯や浴槽から出て体を洗う習慣が無いので毎回お湯を抜く。
グリークハウス
フラタニティとソロリティの総称。共通の関心を持った親密な仲間が約40〜60人のメンバーで構成される、社交活動に重点が置かれた、一軒家で共同生活をしているグループのこと。※ゲーム内では8人まで。
音楽
ザ・シムズ2の音楽は全体的にアメリカのヒット曲を意識した曲調になっているが、実在のアーティストがシム語に吹き替えて歌っているものも多く、インターネットを通じてオリジナルの曲の方を購入しているファンも少なくない。
- Abra Moore
- Acceptance
- Adam Freeland
- Aly & AJ
- Barenaked Ladies
- Charlotte Martin
- Cowboy Troy
- Cut Copy
- Depeche Mode
- Dexter Freebish
- Go Betty Go
- Jessi Malay
- Junkie XL
- Hot Chip
- Howard Jones
- Kajagoogoo
- Lemon Jelly
- Lene Marlin
- Ralph Myerz and the Jack Herren Band
- Saving Jane
- Skye Sweetnam
- Something for Rockets
- Steadman
- The Daylights
- The Epoxies
- The Flaming Lips
- The Format
- The Network
- The New Amsterdams
- The Perishers
- The Pussycat Dolls
- Timo Maas
- West End Girls

テレビ
専門局が多いアメリカの事情を反映して、24時間好きな種類の番組を選べるほか、ゲーム中の番組もESPNやCNNのパロディになっている。シムシティ4の映像も多く使われている。

## その他

### ザ・シムズ2シリーズ
他のプラットフォームに移植されたシムズ2シリーズ（日本語版）
- ニンテンドーDS用
  - 『ザ・シムズ2 はちゃめちゃホテルライフ』（2005年12月8日）
  - 『ザ・シムズ2 ペット ワンニャンライフ』（2006年12月14日）
  - 『ザ・シムズ2 サバイバル』（2008年1月24日）

- PlayStation Portable用
  - 『ザ・シムズ2 Dr.ドミニクの陰謀』（2006年2月9日）
  - 『ザ・シムズ2 ペット ワンニャンライフ』（2007年1月18日）

### 携帯電話・iPod用ゲーム
携帯電話やiPod向けには『ザ・シムズ2』のキャラクターを用いたゲームがリリースされている。iPod版は日本語化もされている。
- iPod用
  - 『The Sims Bowling』（2007年7月18日）
  - 『The Sims Pool』（2007年8月1日）
  - 『The Sims DJ』（2008年6月11日）

### ユーザーコミュニティ
インターネット上にユーザーのコミュニティが多数存在し、自作のゲームデータを交換・配布したり、スクリーンショットを公開するなどして、それぞれ独自の楽しみを広げている。MAXIS社及びエレクトロニック・アーツ社はこれを奨励しており、ゲーム中に作成したキャプチャー動画に編集で組み込むためのクレジット動画も配布している。